# البرت تاراس
البرت تاراس (انگلیسی: Albert Torras؛ زادهٔ ۱۳ ژوئن ۱۹۹۶) بازیکن فوتبال اهل اسپانیا است.
از باشگاه‌هایی که در آن بازی کرده‌است می‌توان به باشگاه فوتبال رئال ساراگوسا اشاره کرد.